# Ian Mahinmi
Ian Mahinmi (* 5. November 1986 in Rouen) ist ein ehemaliger französischer Basketballspieler. Sein Vater stammt aus Benin, seine Mutter aus Jamaika. Der 2,11 Meter große Center wechselte 2007 aus Frankreich in die Vereinigten Staaten und spielte für vier Mannschaften in der National Basketball Association (NBA). Für die französische Nationalmannschaft bestritt er 32 Länderspiele, nahm an der Europameisterschaft 2009 und der Weltmeisterschaft 2010 teil.

## Werdegang
Ian Mahinmi spielte als Jugendlicher Fußball und ab elf Jahren Basketball.
Er spielte in der Jugend von SPO Rouen und anschließend im Nachwuchsleistungszentrum von STB Le Havre. Von 2003 bis 2007 war in der französischen LNB Mitglied der Herrenmannschaft von STB Le Havre. Nachdem er mit 9,7 Punkten und 5,2 Rebounds pro Begegnung seine bis dahin beste Saison in der ersten französischen Liga bestritten hatte, wechselte er zu Élan Béarnais Pau-Orthez. 2007 gewann er mit Pau-Orthez den französischen Pokalwettbewerb.
2005 wurde er in der NBA Draft an 28. Position von den San Antonio Spurs ausgewählt, die ihn allerdings erst am 23. August 2007 unter Vertrag nahmen.
Am 21. November wurde Mahinmi von den Spurs in die NBA Development League zu den Austin Toros geschickt. Am 28. Januar 2008 wurde er von San Antonio kurzzeitig wieder in die NBA geholt. Am 16. Februar nahm er am D-League All-Star-Game im Rahmen des NBA All-Star Weekends teil und erzielte neun Rebounds.
Nach Ablauf der regulären Saison 2007/08 wurde Mahinmi ins All-NBA Development League First Team gewählt. Mit den Toros zog Mahinmi dann in das NBA D-League Finale ein, wo sie allerdings mit 1:2 nach Siegen den Idaho Stampede unterlagen.
Auch in der Saison 2008/09 wurde Mahinmi kurzfristig von den Spurs an die Austin Toros ausgeliehen.
Zu Beginn der Spielzeit 2010/11 unterschrieb er bei den Dallas Mavericks einen Zweijahresvertrag. Mit den Mavericks gewann er in den NBA Finals 2011 den Meistertitel. Dallas besiegte im Finale die Miami Heat mit 4:2. In der darauffolgenden Saison bekam er wegen des Abganges von Tyson Chandler mehr Spielzeit und erreichte am 30. Dezember 2011 eine neue Karrierebestleistung mit 19 Punkten. Die Mavericks verlängerten den Vertrag mit Mahinmi frühzeitig und gaben ihn im Sommer 2012 im Rahmen eines Tauschhandels an die Indiana Pacers ab.
Nach vier Jahren bei den Pacers wechselte Mahinmi zu den Washington Wizards. Im Juli 2021 gab er das Ende seiner Laufbahn als Leistungsbasketballspieler bekannt.
Mahinmi blieb dem Sport beruflich verbunden, wurde Anteilseigner von NBA Africa, dem Träger der Basketball Africa League, und 2021 Experte bei Basketballübertragungen des Senders Bein Sport.